# Negroni

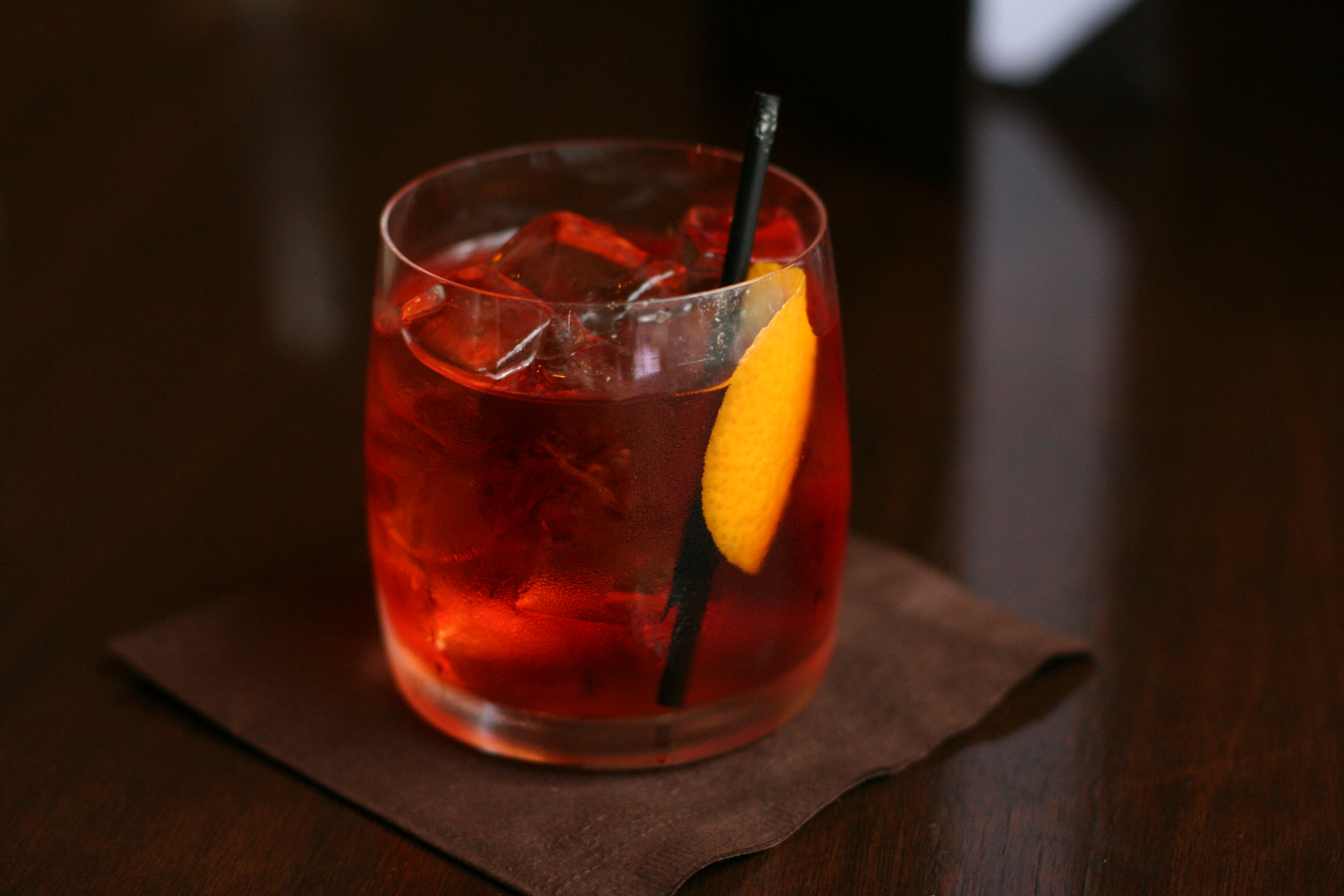
Negroni gegarneerd met citroenschil

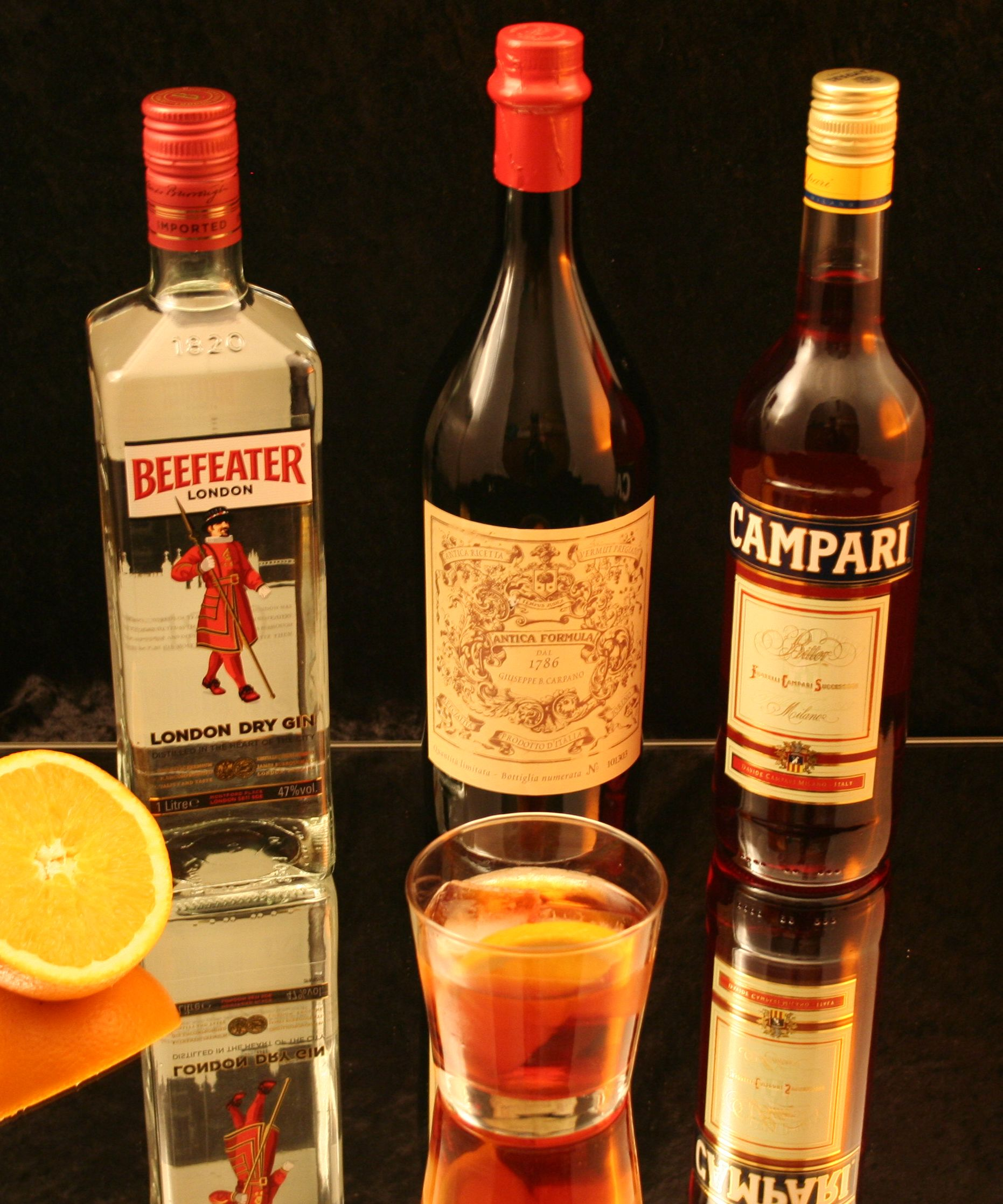
Negroni met de basisingrediënten gin, Italiaanse vermout en Campari

Negroni is een klassieke, uit Italië afkomstige cocktail met een bitterzoete smaak. Deze drank wordt door de International Bartenders Association tot de aperitieven gerekend.

## Bereiding
De Negroni wordt direct in een gekoelde tumbler bereid. Men giet hierbij gelijke delen gin, rode (Italiaanse) vermout en het bittere Campari over enkele ijsblokjes. De cocktail wordt vervolgens gegarneerd met een halve sinaasappelschijf of een stuk zeste (buitenschil van een citrusvrucht).

## Geschiedenis
De Negroni is uitgevonden in Caffè Casoni (thans Caffè Giacosa) in de Via de′ Tornabuoni in Florence. De naam verwijst naar graaf Camillo Negroni, die bij de barman Fosco Scarselli tussen 1919 en 1920 voor de eerste maal een met gin aangelengde cocktail Americano bestelde.

## Varianten
- Dutch Negroni gebruikt jenever in plaats van het oorspronkelijke bestanddeel gin[3]
- Negroni sbagliato (valse Negroni), waarbij de gin wordt vervangen door spumante (mousserende wijn). Deze variant is uitgevonden door Bar Basso in Milaan
- De variant Negrosky maakt gebruik van wodka in plaats van gin
- Boulevardier, waarbij bourbon de gin vervangt[4]
- Fergroni een negroni zoals die zou moeten zijn volgens Britse chef Fergus Henderson, vervangt vermout door Punt e Mes

## Negroni Week
Sinds 2013 vindt jaarlijks de Negroni Week plaats, waaraan wereldwijd duizenden bars deelnemen en hun eigen variant van de Negroni aanbieden. Aanjagers van dit evenement zijn drankfabrikant Campari en het drankmagazine Imbibe.